# هانس بيتر فيرنر
هانس بيتر فيرنر (بالألمانية: Hans-Peter Ferner)‏ هو منافس ألعاب قوى ألماني، ولد في 6 يونيو 1956 في نويبورغ آن در دوناو في ألمانيا.

## وصلات خارجية
- هانس بيتر فيرنر على موقع الاتحاد الدولي لألعاب القوى (الإنجليزية)
- هانس بيتر فيرنر على موقع أوليمبيديا (الإنجليزية)